# After hour
Como after hour (del inglés después de la hora, refiriéndose a la hora de cierre) se denomina a clubes nocturnos o discotecas que abren durante la madrugada y la mañana, generalmente después del cierre de otros locales. Son comunes sobre todo en la escena de la música electrónica (techno y house).
El término no es usado de manera uniforme. En países en los que existen restricciones en cuanto a los horarios de cierre de locales donde se puede bailar o expender alcohol (sobre todo en el mundo anglosajón y algunos países de Iberoamérica), se denominan after hours a los locales abiertos después del horario de cierre legalmente establecido; mientras que en los otros países se usa generalmente para locales que abren a la mañana.

## Tipos
Existen after hours para descanso, asociados al movimiento chill out, locales con ambientación y música propicia para descansar, y after hours para bailar, discotecas que abren hasta más tarde del cierre normal.
Los after-after hours abren al mediodía después de los after hours "comunes" y cierran por la tarde o noche. Proliferaron sobre todo en Europa Central.

## Controversias y situación legal
Una creencia popular muy difundida asocia a los after hours al exceso de alcohol, al consumo de drogas y al narcotráfico, aunque esto solamente se da en algunas ocasiones. Sobre todo en Latinoamérica algunos países y regiones buscan prohibir tales lugares, mientras que en algunas ciudades de Estados Unidos y Canadá se les prohíbe a estos locales vender alcohol, razón por la cual estos venden sobre todo bebidas energizantes. En España también han sido locales muy perseguidos y que aún mucha sociedad que no puede entender por qué una persona puede estar bailando en una discoteca una mañana.
En Europa, en cambio, la tendencia es la contraria y el movimiento es socialmente aceptado. En Gran Bretaña, país donde existió durante mucho tiempo una legislación muy restrictiva que se levantó en 2005 y varios estados alemanes ya no existen restricciones horarias para locales de diversión nocturna. Se argumenta a favor de la liberación que una actitud restrictiva favorece el hábito de tomar alcohol de forma excesiva cerca del horario de cierre obligatorio. También se argumenta a favor de la liberación de horarios con la libertad personal, así la Secretaría de Cultura de Gran Bretaña, Tessa Jowell, argumentó que la liberación fue necesaria "para que la gran mayoría que bebe y nunca tiene problemas tenga más libertad sobre cuándo bebe". En Cataluña, desde 2007 existe legalmente una categoría gastronómica propia para after hours.
En regiones con legislaciones estrictas, como Colombia, son frecuentes after hours privados que operan fuera de la ley. En otros casos operan de manera semi-legal bajo otras categorías, como bar o confitería.

## Evolución del término
Aunque históricamente se ha asociado con locales nocturnos, el concepto “Afterhours” ha evolucionado para abarcar actividades y servicios que operan fuera de los horarios convencionales  en contextos más amplios. Actualmente, el término también se utiliza en sectores profesionales, creativos y comerciales para describir flexibilidad, innovación y productividad en horarios alternativos, destacando su relevancia en estilos de vida modernos.